# 김은기
김은기(金銀基, 1952년 9월 24일 ~ )는 대한민국의 군인이자 경영기업가 겸 대학 교수이며 대한민국 제30대 공군참모총장과 극동방송 사장을 역임하였다.

## 학력
- 군산고등학교 졸업
- 공군사관학교 22기
- 공군대학 초급 지휘관 및 참모 과정·고급 지휘관 및 참모 특별과정
- 미국 해군대학원 물리학 석사
- 경기대학교 정치전문대학원 국제정치학과 정치학 박사

## 경력
- 공군 제1전투비행단장
- 합참 작전본부 교리훈련부장
- 한미연합사령부 정보참모부장
- 공군본부 기획관리참모부장
- 공군참모차장
- 국방정보본부장
- 공군참모총장 (제30대)
- 극동방송 사장
- 대전과학기술대학교 총장 (제10대)
- 6.25전쟁 70주년 사업추진위원회 공동위원장
- 호원대학교 항공정비공학과 석좌교수
- 공군발전협회 자문위원
- 제28대 공군전우회장 겸 공군발전협회장

## 상훈
- 대통령 공로표창
- 미국 공로훈장 (2회)
- 보국훈장 천수장
- 보국훈장 통일장
- 보국훈장 국선장
- IBA 대상(Best Executive in Asia)